# HD 100215
HD 100215 ist ein spektroskopischer Doppelstern im Sternbild Ursa Major. Er besteht vermutlich aus zwei Hauptreihensternen der Spektralklassen A9 und G5. Die hellere Komponente ist ein veränderlicher Stern vom γ-Doradus-Typ.